# Valentín Vada
Valentín Vada (Santa Fe, 4 marzo 1996) è un calciatore argentino, centrocampista del Rubin.

## Caratteristiche tecniche
È un centrocampista centrale.

## Carriera
Valentín Vada raggiunge a nove anni il Proyecto Crecer, un centro di formazione a San Francisco che collabora col Bordeaux e che permette al club francese di monitorare i giovani talenti argentini della provincia di Córdoba. Vada raggiunge la Francia nel 2010, a 14 anni, ma si ritrova al centro di un contenzioso con la FIFA che non permette il reclutamento di minorenni di altri continenti. Bisogna attendere quindi altri due anni prima che il Bordeaux ottenga la licenza per far giocare l'argentino.
Nel 2012 con i girondini trionfa nel torneo giovanile Montaigu, manifestazione in cui viene premiato come miglior giocatore, risultando inoltre il miglior marcatore con un totale di sette reti. Grazie alle sue prestazioni, top club mondiali come Real Madrid, Chelsea e Barcellona mostrano interesse per il giocatore, ma alla fine rinunciano al suo ingaggio per evitare controversie legali con la FIFA. In seguito alla causa vinta con l'associazione internazionale, il 23 settembre 2013 il Bordeaux offre il primo contratto da professionista all'argentino. Considerato all'epoca uno dei cinque migliori giocatori della propria generazione, nei primi tempi però Vada fatica ad imporsi, rimanendo relegato alla squadra delle riserve del Bordeaux.
Il 10 dicembre 2015 debutta tra i professionisti contro il Rubin Kazan in Europa League e tre giorni dopo esordisce in Ligue 1 nel corso del match pareggiato 1-1 contro l'Angers. Il 21 gennaio 2017, nel corso del derby della Garonna contro il Tolosa, realizza dopo soli 14 secondi il suo primo gol in carriera.
Nel febbraio 2019 viene prestato per sei mesi al Saint-Étienne, mentre il 23 agosto 2019 firma un contratto quinquennale con l'Almería, club di seconda divisione spagnola.

## Statistiche

### Presenze e reti nei club
Statistiche aggiornate al 2 marzo 2018.
| Stagione        | Squadra         | Campionato      | Campionato | Campionato | Coppe nazionali | Coppe nazionali | Coppe nazionali | Coppe continentali | Coppe continentali | Coppe continentali | Altre coppe | Altre coppe | Altre coppe | Totale | Totale |
| Stagione        | Squadra         | Comp            | Pres       | Reti       | Comp            | Pres            | Reti            | Comp               | Pres               | Reti               | Comp        | Pres        | Reti        | Pres   | Reti   |
| --------------- | --------------- | --------------- | ---------- | ---------- | --------------- | --------------- | --------------- | ------------------ | ------------------ | ------------------ | ----------- | ----------- | ----------- | ------ | ------ |
| 2015-2016       | Bordeaux        | L1              | 16         | 0          | CF+CdL          | 3+2             | 0               | UEL                | 1                  | 0                  | -           | -           | -           | 22     | 0      |
| 2016-2017       | Bordeaux        | L1              | 28         | 6          | CF+CdL          | 2+4             | 0               |                    | -                  | -                  | -           | -           | -           | 34     | 6      |
| 2017-2018       | Bordeaux        | L1              | 16         | 1          | CF+CdL          | 0+1             | 0               | UEL                | 1                  | 0                  | -           | -           | -           | 18     | 1      |
| Totale Bordeaux | Totale Bordeaux | Totale Bordeaux | 60         | 7          |                 | 12              | 0               |                    | 2                  | 0                  |             | -           | -           | 74     | 7      |
| Totale carriera | Totale carriera | Totale carriera | 60         | 7          |                 | 12              | 0               |                    | 2                  | 0                  |             | -           | -           | 74     | 7      |